# 바리 카롤 보이티와 공항

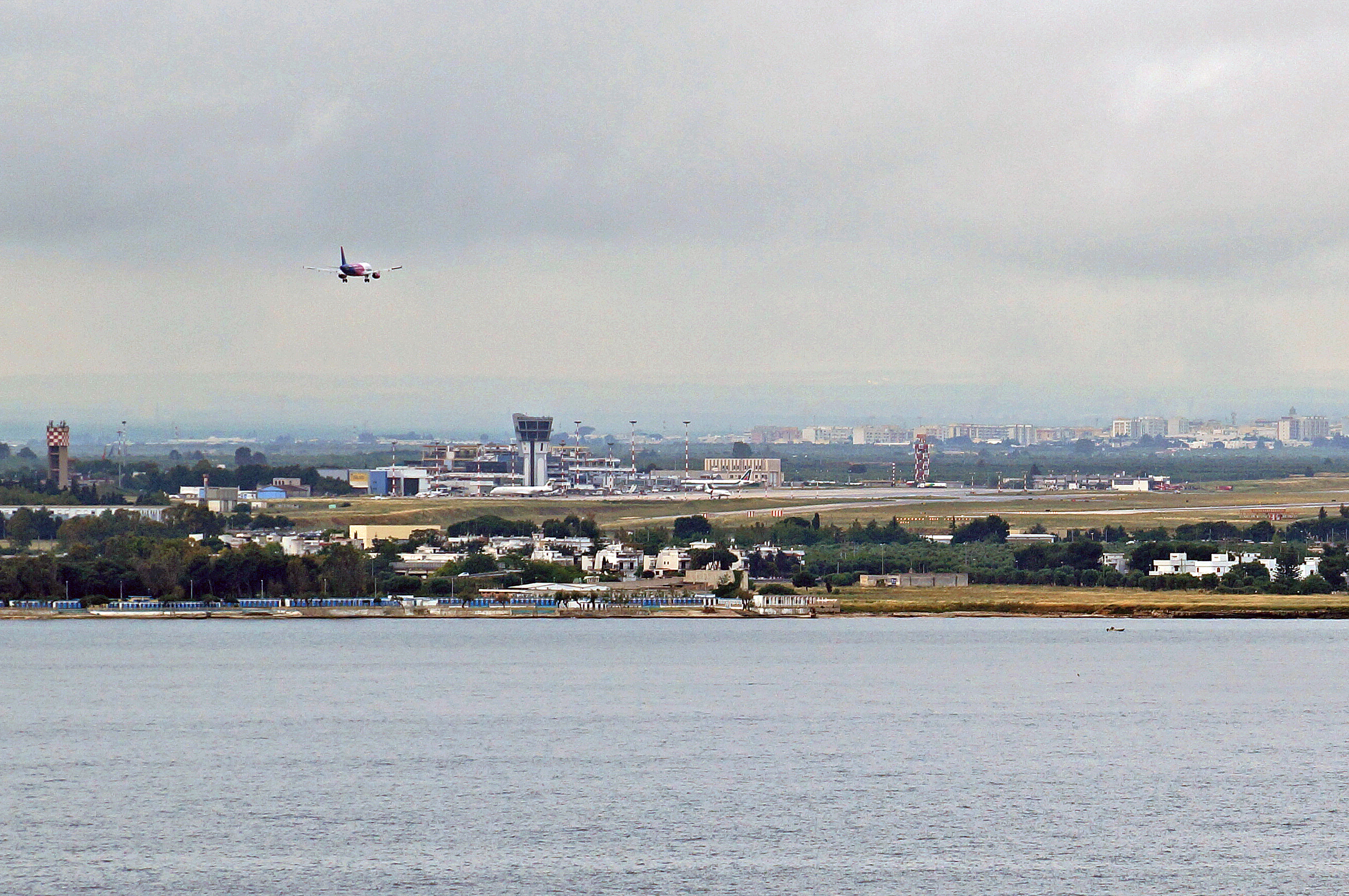

바리 카롤 보이티와 공항(이탈리아어: Aeroporto di Bari-Karol Wojtyła, IATA: BRI, ICAO: LIBD) 또는 바리 팔레세 공항(이탈리아어: Aeroporto di Bari-Palese)은 이탈리아의 도시 바리를 관할하는 공항이다. 타운 중심부에서 북서쪽으로 약 8킬로미터 지점에 위치해 있다. 본명이 '카롤 보이티와'인 교황 요한 바오로 2세의 이름을 딴 것이다.

## 같이 보기
- 요한 바오로 2세 크라쿠프 국제공항
- 요한 바오로 2세 공항